# Of Mice & Men (гурт)
Of Mice & Men (або скорочено — OM&M) — американський рок-гурт, створений у Коста-Месі, Каліфорнія, у 2009 році. Зараз до складу гурту входять барабанщик Валентино Артеага, гітаристи Філ Манансала та Алан Ешбі, а також басист і вокаліст Аарон Полі. Група була заснована колишнім провідним вокалістом Остіном Карлайлом і колишнім басистом Джаксіном Голлом в середині 2009 року після відходу Карлайла з Attack Attack!. Карлайл пішов з гурту в грудні 2016 року, посилаючись на погіршення стану здоров'я. Після виходу Карлайла гурт продовжував створювати музику з Полі як басистом і головним вокалістом групи.
З 2009 року гурт випустив сім студійних альбомів: Of Mice & Men (2010), The Flood (2011), Restoring Force (2014), Cold World (2016), Defy (2018), Earthandsky (2019) і Echo (2021). Ранню музику Of Mice & Men описували як металкор і пост-хардкор. Їх пізніший матеріал, однак, вважався більш мелодійним і перейшов до таких жанрів, як ню-метал, альтернативний метал і хард-рок, зберігаючи при цьому своє оригінальне звучання.
Гурт виступав на міжнародних музичних фестивалях, включаючи Vans Warped Tour у 2010, 2011, 2012 та 2014 роках і музичний фестиваль Soundwave у 2013 та 2015 роках.

## Історія

### Заснування та дебютний альбом (2009—2010)
Of Mice & Men заснували Остін Карлайл, оригінальний вокаліст Attack Attack! і басист Джексін Голл з Окленда, Нова Зеландія, у 2009 році в Колумбусі, штат Огайо. Карлайл і Голл протягом місяця шукали інших учасників. Карлайл розглядав кандидатури Валентино Артеаги, барабанщика Lower Definition і Джона Кінца з Odd Project. Карлайл був вражений, коли Артеага зацікавився грою на барабанах для гурту після того, як йому надіслали запрошення електронною поштою. Потім тріо додало Філа Манансалу, гастролюючого гітариста A Static Lullaby, і склад був сформований. Карлайл і Голл переїхали до Південної Каліфорнії, щоб приєднатися до інших учасників. Трохи пізніше Кінца виключили з гурту та замінили Шейлі Бурже. На запитання про вихід Кінца в Q&A для гурту, Бурже жартома заявив: «Джон не вписався». Щодо Кінца, він, як повідомляється, посилався на те, що гурт відчував, що він «занадто багато тусовався». Після досягнення 1 000 000 відтворень на профілі Myspace лише за два місяці з моменту створення гурт завантажив кавер на пісню Леді Гаги «Poker Face». Мастерингом пісні займався Том Денні, колишній учасник A Day to Remember, а копію демо було надіслано безпосередньо до Rise Records. Визнавши гурт новим музичним проектом Карлайла, Of Mice & Men підписали контракт з лейблом. 14 липня 2009 року гурт вирушив до Foundation Studios у Коннерсвіллі, штат Індіана із Джоуї Стерджісом, щоб записати свій однойменний дебютний альбом.
6 грудня 2009 року вони провели дві відеозйомки у Вентурі, штат Каліфорнія, для «Those in Glass Houses» і «Second & Sebring». Гурт випустив свій дебютний альбом 9 березня 2010 року. Початковою датою виходу було 23 лютого, але випуск альбому довелось відкласти. За місяць до офіційного релізу альбом був злитий 10 лютого фанатами, які зламали систему. Музичне відео на пісню «Second & Sebring» було опубліковано на веб-сайті Hot Topic, його телевізійна прем'єра відбулася на Headbangers Ball 15 березня 2010 року.
Гурт приєднався до «Squash the Beef Tour» на підтримку Dance Gavin Dance разом із Emarosa, Tides of Man і Of Machines. Крім того, у 2009 році Of Mice & Men підтримували тур Atticus Tour разом із Finch, Blessthefall, Drop Dead, Gorgeous, Vanna та Let's Get It. Після завершення «Atticus Tour» гурт грав на розігріві у I See Stars у «Leave It to the Suits Tour» з We Came as Romans, Broadway і Covendetta.

### Вихід Карлайла і Голла (2010—2011)
Джеррі Роуш, який раніше був частиною Sky Eats Airplane, незабаром став постійним учасником Of Mice & Men. Спочатку Роуш замінив Остіна Карлайла в турі Emptiness Tour у 2010 році, в якому гурт брав участь разом з Alesana, A Skylit Drive, The Word Alive і We Came as Romans. В той час Карлайл потребував операції на серці, і за настанови лікаря був змушений відмовитися від поїздки. У той же час Карлайл вступив в конфлікт з іншими учасниками. Після довгих роздумів гурт і Карлайл вирішили розійтись. Після цього гурт запросив Руша стати фронтменом Of Mice & Men. Гурт був представлений на обкладинці 19-го випуску Substream Music Press незабаром після цього рішення.
Після туру Emptiness Tour Of Mice & Men підтримали Attack Attack! у «This Is A Family Tour» із In Fear and Faith, Pierce the Veil та Emmure.
Через кілька місяців після того, як Руш приєднався до гурт, 23 серпня 2010 року гурт покинув басист Джаксін Голл. Голл пояснив, що причиною такого рішення було те, що він зосередився на своєму особистому житті, а також на своєму бренді одягу Love Before Glory. Дейн Поппін з A Static Lullaby, колишнього гурту Філа, замінив басиста в майбутніх датах туру Of Mice & Men після виходу Голла. Гурт був включений до збірки Punk Goes Pop Volume 03., кавер на пісню R&B «Blame It» Джеймі Фокса з Поппіном на басу, і це єдиний запис гурту, у якому звучить вокал Руша. Гурт брав участь у Warped Tour 2010. Невдовзі після завершення Warped Tour, Of Mice & Men гастролювали Великобританією на підтримку August Burns Red і Blessthefall.

### Повернення Карлайла з ЕшбіThe Flood(2011—2012)
Попри те, що Руш був частиною гурту вже дев'ять місяців, гурт повідомив 3 січня 2011 року, що Джеррі довелось залишити Of Mice & Men на користь колишнього вокаліста та засновника Остіна Карлайла. Руш опублікував розширену відповідь на своє звільнення з гурту у своєму акаунті в Твіттері. Карлайл кілька місяців мав намір розпочати новий музичний проєкт разом із колегою-музикантом Аланом Ешбі, доки не було подано його прохання повернутися до гурту. Тоді Карлайла та Ешбі прийняли в Of Mice & Men, Ешбі став новим учасником. Потім гурт пройшов через деякі зміни, оскільки їм потрібен був басист після кількох замін, до яких взяв участь Дейн Поппін з A Static Lullaby. Повернення Поппіна до A Static Lullaby після тривалого турне з Of Mice & Men змусило гурт перевести Шейлі Бурже з ритм-гітари на бас-гітару. Алан Ешбі зайняв посаду ритм-гітариста.
Оновлений гурт розпочав процес запису свого другого альбому під назвою The Flood наприкінці січня 2011 року. Невдовзі після завершення роботи над альбомом гурт став хедлайнером щорічного туру «Artery Across the Nation Tour» 2011 року за підтримки Woe, Is Me, Sleeping with Sirens, I Set My Friends on Fire та Amity Affliction.
Гурт гастролював Європою та Австралією на підтримку Amity Affliction разом із I Killed the Prom Queen та Deez Nuts. Пізніше вони також підтримали Asking Alexandria в короткому чотириденному турі Великобританією разом з While She Sleeps.
13 травня 2011 року Of Mice & Men випустили новий сингл під назвою «Still YDG'N». Також 24 травня вони випустили другу пісню під назвою «Purified». «Purified» було додано до частини щорічної збірки Warped Tour від Sideonedummy за 2011 рік. The Flood вийшов 14 червня 2011 року.
Of Mice & Men брали участь у всьому Warped Tour 2011. До них приєднався колишній басист Джексін Голл на певних датах у Каліфорнії для «Second & Sebring». З 13 вересня 2011 року по 14 жовтня 2011 року Of Mice & Men підтримували We Came as Romans у турі «I'm Alive Tour» разом із Miss May I, Texas In July та Close to Home. Після цього гурт виступив хедлайнером «Monster Energy Outbreak Tour» з Iwrestledabearonce, I See Stars, Abandon All Ships і That's Outrageous!. For the Fallen Dreams також був включений у першу половину туру. Девін Олівер (I See Stars) і Крістофер Стюарт (That's Outrageous!) замінили чистий вокал Шейлі Бурже після його виходу в середині туру.

### Вихід Шейлі Бурже та спеціальне перевиданняThe Flood(2012)
У 2012 році гурт оголосив, що повертається в студію, щоб розпочати роботу над своїм третім релізом. 9 лютого повідомлення про вихід Шейлі Бурже з гурту було опубліковано через Facebook і YouTube. Шейлі також опублікував відеозаяву на YouTube, в якій виклав причини, через які йому довелося припинити роботу з гуртом. Він страждав від депресії та алкоголізму, а також інших особистих проблем, і відчував, що пригнічує інших учасників гурту. Шейлі заявив, що не повернеться до гурту. Відтоді Шейлі є головним вокалістом гурту Dayshell.
2 березня гурт оголосив через Facebook, що Остін Карлайл візьме на себе вокал для третього студійного альбому Of Mice & Men.
25 березня барабанщик/вокаліст Confide Джоел Пайпер оголосив, що замінить бас-гітариста на наступній серії шоу.
Перевидання The Flood вийшло 24 липня 2012 року. Воно містить два диски з чотирма новими треками.
У Vans Warped Tour 2012 Аарон Полі з Jamie's Elsewhere замінив бас-гітару та чистий вокал. Полі заявив, що більше не є учасником гурту Jamie's Elsewhere, але він не пішов через погані стосунки.

### Прибуття Pauley,Restoring ForceіLive at Brixton(2012—2016)
4 грудня 2012 року гурт оголосив, що пише матеріал для свого наступного альбому, заявивши, що «наразі ми вдома після туру до кінця 2012 року, і тепер ми повертаємося в нашу студію для роботи над новим альбомом!» Гурт увійшов в студію в червні 2013 року, щоб розпочати попереднє виробництво альбому з продюсером Девідом Бендетом. 1 жовтня 2013 року було оголошено, що гурт закінчила запис альбому, провівши літо в Нью-Джерсі з Девідом Бендетом, який займався зведенням альбому. 17 жовтня 2013 року Alternative Press випустила перше студійне відео та оголосила про завершення третього альбому гурту.
26 листопада гурт випустив тизер для великого оголошення, яке відбулось наступного дня. Гурт оголосив про свій третій студійний альбом під назвою Restoring Force, який вийшов 24 січня 2014 року в Північній Америці. Вони також оголосили дати хедлайнерського туру Великобританією у квітні 2014 року з Issues і Beartooth.
2 грудня гурт випустив свій перший сингл із Restoring Force. Сингл «You're Not Alone» є першим релізом гурту з новим басистом і чистим вокалістом Аароном Полі. Вони оголосили, що «Bones Exposed» буде наступною піснею з нового альбому; він був випущений 23 грудня. Після виходу альбому гурт гастролював як саппорт для британського металкор-гурту Bring Me the Horizon разом із металкор-гуртом Issues під час «American Dream Tour» по всій Америці, який розпочався на початку лютого й закінчився наприкінці березня. Після завершення туру гурт став хедлайнером у Великобританії, а Issues і Beartooth підтримували їх протягом квітня.
15 травня 2014 року вийшов кліп на третій сингл альбому «Would You Still Be There». З 23 травня до початку червня гурт грав на розігріві у A Day to Remember в Латинській Америці. У липні було оголошено, що гурт стане головною підтримкою рок-гурту Linkin Park у їх європейському турі в листопаді.
8 жовтня 2014 року гурт опублікував у Twitter свої фотографії зі студії з Девідом Бендетом. 23 жовтня гурт випустив кліп на пісню «Feels Like Forever».
16 грудня було анонсовано спеціальне видання «Restoring Force» під назвою «Restoring Force: Full Circle», яке включатиме три нові треки та акустичну версію «Feels Like Forever». Реліз запланований на 24 лютого 2015 року.
5 лютого 2015 року відбулася прем'єра нового синглу «Broken Generation» із супровідним кліпом. Наступного дня сингл можна було прослухати на Spotify. 27 травня 2016 року гурт випустив свій перший концертний альбом під назвою «Live at Brixton».

### Cold Worldі другий вихід Карлайла (2016—2017)
28 червня 2016 року гурт анонсував свій четвертий студійний альбом Cold World, який вийшов 9 вересня 2016 року на лейблі Rise Records. Того ж дня вони випустили головний сингл альбому «Pain» разом із відеокліпом. 4 серпня гурт випустив другий сингл альбому під назвою «Real» і кліп на нього. 30 серпня гурт випустив третій і останній сингл альбому під назвою «Contagious».
30 грудня Остін Карлайл опублікував у своєму Instagram повідомлення про те, що він залишає гурт, щоб зосередитися на одужанні під час переїзду до Коста-Ріки, після чого у гурті залишилось два засновники. 17 лютого 2017 року також стало відомо, що однією з інших причин, чому Карлайл покинув групу, було те, що йому не дозволили написати те, що він хотів, на наступній платівці. У відповідь на коментар в Instagram про те, чи буде він працювати з Of Mice & Men у майбутньому, він сказав: «Ні, я більше не буду писати з ними, одна з причин, чому я пішов. Вони не дозволяли мені написати те, що я хотів, на наступній платівці. Цього не станеться. Я буду писати те, що хочу, незважаючи на те, що це означає відмову».

### Defy(2017—2018)
Гурт виступав без колишнього вокаліста Карлайла 21 квітня 2017 року на фестивалі Las Rageous у Лас-Вегасі. Через три дні, 24 квітня, гурт випустив сингл «Unbreakable» і «Back to Me» 22 травня, що відзначило їхні перші сингли з Полі як головним вокалістом.
Of Mice & Men випустили на YouTube короткий документальний фільм під назвою «Unbreakable» після першого треку після виходу Карлайла. Документальний фільм розповідав про боротьбу та тріумфи гурту після втрати важливої частини шоу. Режисер Йоганн Рамос описує розклад гастролей гурту на початку 2017 року. У цьому фільмі «Unbreakable» Of Mice & Men показують їхні останні виступи на фестивалях на багатьох континентах, виконують свої пісні та дають глядачам можливість поглянути зсередини на їхній гастрольний колектив.
10 листопада 2017 року гурт випустив третій сингл з вокалом Полі під назвою «Warzone». Разом із релізом «Warzone» гурт анонсував свій перший повний запис із Полі як головним вокалістом під назвою «Defy». Через кілька тижнів гурт випустив заголовний трек «Defy» 27 листопада 2017 року. П'ятий сингл, кавер на пісню Pink Floyd «Money», був випущений 12 січня 2018 року. 19 січня «Defy» вийшов у світовий прокат.

### Earthandsky(2018—2021)
10 жовтня 2018 року Аарон Полі оголосив, що група працює над новим альбомом з продюсером Джошем Вілбуром. Полі також заявив, що новий запис буде «важчим» порівняно з «Defy». 14 лютого 2019 року гурт випустив нову пісню під назвою «How to Survive», яка, як вони заявили, звучить набагато важче, ніж треки з попереднього альбому «Defy». 3 травня гурт випустив ще одну нову пісню під назвою «Mushroom Cloud» та кліп на неї. 26 червня ді-джей і продюсер Kayzo разом з іншим артистом Yultron випустили спільну композицію з гуртом під назвою «Night Terror», яка стала першою співпрацею гурту з іншими артистами.
26 липня гурт анонсував свій новий альбом під назвою «Earthandsky», який вийшов 27 вересня 2019 року. Вони також випустили заголовний трек і відео для «Earth & Sky». 5 вересня гурт випустив четвертий сингл альбому під назвою «Taste of Regret» разом із супровідним кліпом.

### Новий лейбл, трилогія мініальбомів таEcho(2021— дотепер)
13 січня 2021 року гурт оголосив, що розійшовся з Rise Records і підписав контракт із SharpTone Records. Водночас вони випустили новий сингл «Obsolete» та оголосили, що їхній дебютний мініальбом «Timeless» вийде 26 лютого 2021 року. 18 січня Полі оголосив через Twitter, що це буде перший із трьох EP, випущених протягом року. 10 лютого, за два тижні до релізу EP, гурт випустив титульний трек «Timeless». 21 квітня гурт оголосив, що їхній другий мініальбом «Bloom» вийде 28 травня 2021 року. Того ж дня вони оприлюднили новий сингл і титульний трек «Bloom». 29 вересня гурт випустив новий сингл «Mosaic». 19 жовтня гурт випустив сингл «Fighting Gravity» та оголосив, що їхній третій мініальбом «Ad Infinitum» планується випустити 3 грудня 2021 року. Гурт також несподівано оголосив про свій сьомий студійний альбом «Echo», який вийшов разом із мініальбомом і містить усі три мініальбоми, випущені протягом року. Тоді ж оприлюднили обкладинку альбому та трек-лист. 24 листопада, за тиждень до релізу EP і альбому, гурт оприлюднив титульний трек платівки.

## Музичний стиль і впливи
Of Mice & Men були описані як металкор, хард-рок, пост-хардкор, ню-метал, альтернативний метал, мелодичний металкор, хеві-метал, мелодичний хардкор, і арена-рок . Дебютний однойменний альбом гурту вважається типовим металкоровим альбомом, який можна порівняти з роботами Devil Wears Prada, We Came as Romans і колишнього гурту Остіна Карлайла Attack Attack!, і містить елементи пост-хардкору. Другий альбом, The Flood, був описаний як нетиповий для сучасного металкору та більш мелодійний, ніж їхня попередня робота, і містить деякі ню-метал пісні. Третій альбом, <i id="mwAhQ">Restoring Force</i>, містив набагато більше елементів ню-металу, рецензія на Rock Sound описує стиль альбому як суміш ню-металу та металкору. У четвертому альбомі Cold World вони перейняли звучання ню-металу, чутне в Restoring Force, причому альбом перейняв вплив ню-металу початку 2000-х років. Їхній п'ятий альбом, Defy, став першим альбомом без вокаліста-засновника Остіна Карлайла, басист групи Аарон Полі взяв на себе як чистий, так і екстрім-вокал. Альбом також ознаменував повернення до їх важкого звучання, але все ще зберігаючи елементи з їхнього четвертого альбому.
У стилі гурту використовується контраст між жорстким вокалом і стандартним співом. Наразі фронтмен/басист Аарон Полі виконує обидві техніки.
На Of Mice & Men's вплинули гурти, як-от Alice in Chains, Deftones, Incubus, Korn, Limp Bizkit, Linkin Park, Papa Roach, POD, Rage Against the Machine, Slipknot, Staind і Tool.

## Назва групи
На питання про походження назви гурту колишній вокаліст Остін Карлайл відповів:
|  | "У книзі «Про мишей і людей» сказано, що «добре сплановані плани мишей і людей часто дають збій». [Джексін Голл] і я обидва мали плани на життя, та вони зазнали фіаско, тож тепер ми робимо все, що в наших силах." |

Колишній басист Джексін Голл також дав коментарій, заявивши:
|  | «Головною темою [Про мишей і людей] є Американська мрія [...] і самодостатність [...] Як гурт, я думав про це, коли ми з Остіном думали про те, щоб створити цю гурт, ми хотіли, щоб це була наша американська мрія, особливо враховуючи, що я не з Америки [...] Тож це мало бути нашою самодостатньою річчю, за рахунок якої ми могли б жити, створювати власну та досягати цієї мрії [...] Тож я подивився на те, що сталося з [минулими стосунками], і що всі мали найкращі наміри щодо речей, і що вони не зовсім спрацювали так, як ми хотіли.» |

## Учасники гурту
| Поточний склад - Девід Валентіно «Тіно» Артеага — ударні, перкусія (2009–дотепер) - Філ Манансала — соло-гітара (2009–дотепер); backing vocals (2016–дотепер) - Алан Ешбі — ритм-гітара (2011–дотепер); бек-вокал (2016–дотепер); бас (2011–2012) - Аарон Полі — бас (2012–дотепер); ведучий вокал (2016–дотепер); чистий вокал (2012–2016) | Колишні учасники - Джон Кінц — ритм-гітара, чистий вокал (2009) - Джексін Голл — бас, бек-вокал (2009–2010); clean vocals (2009) - Джеррі Руш — екстрім-вокал (2010–2011) - Шейлі Бурже — ритм-гітара, чистий вокал (2009–2012); bass (2010–2012) - Остін Карлайл — ведучий вокал (2012–2016); екстрім-вокал (2009–2010, 2011–2012) Гастрольні учасники - Дейн Поппін — бас (2010–2011) - Девін Олівер — чистий вокал (2011) - Джастін Тротта — бас (2011, 2012) - Джоел Пайпер — бас, чистий вокал (2012) - Раад Судані — бас (2019–дотепер) |

## Дискографія
Студійні альбоми
| Рік  | Альбом          | Лейбл             | Позиції в чартах | Позиції в чартах | Позиції в чартах | Позиції в чартах | Позиції в чартах |
| Рік  | Альбом          | Лейбл             | US               | US Rock          | US Heat.         | US Indie         | US Hard Rock     |
| ---- | --------------- | ----------------- | ---------------- | ---------------- | ---------------- | ---------------- | ---------------- |
| 2010 | Of Mice & Men   | Rise              | 115              | 35               | 3                | 12               | 10               |
| 2011 | The Flood       | Rise              | 28               | 6                | -                | 5                | 3                |
| 2014 | Restoring Force | Rise              | 4                | 2                | -                | 1                | 1                |
| 2016 | Cold World      | Rise              | 20               | 6                | -                | 3                | 1                |
| 2018 | Defy            | Rise              | 48               | 7                | -                | 2                | 3                |
| 2019 | Earthandsky     | Rise              | -                | -                | -                | -                | -                |
| 2021 | Echo            | SharpTone Records |                  |                  |                  |                  |                  |

## Тури
| Рік  | Назва                            | Опис |
| ---- | -------------------------------- | --- |
| 2009 | Squash the Beef Tour             | Брали участь з Dance Gavin Dance, Emarosa, Tides of Man та Of Machines.                                                                                             |
| 2009 | Atticus Tour 2009                | Брали участь з Finch, Blessthefall, Drop Dead, Gorgeous, Vanna та Let's Get It.                                                                                     |
| 2009 | Leave It to the Suits Tour       | Брали участь з I See Stars, We Came as Romans та Broadway. |
| 2009 | The Emptiness Tour               | Брали участь з Alesana, A Skylit Drive, the Word Alive та We Came as Romans.                                                                                        |
| 2010 | The Rise Records Tour            | Брали участь з The Bled, In Fear and Faith та the Color Morale. |
| 2010 | Vans Warped Tour 2010            | Грали на Skullcandy Stage. |
| 2010 | European Tour 2010               | Брали участь з August Burns Red та Blessthefall. |
| 2010 | This Is a Family Tour            | Брали участь з Attack Attack!, Pierce the Veil, In Fear and Faith та Emmure.                                                                                        |
| 2011 | Artery Across the Nation Tour    | Виступали хедлайнерами за підтримки I Set My Friends on Fire, Sleeping with Sirens, Woe, Is Me та The Amity Affliction.                                             |
| 2011 | European Tour 2011               | Брали участь з Asking Alexandria та While She Sleeps у короткому чотириденному турі.                                                                                |
| 2011 | Destroy Music Tour               | Брали участь з the Amity Affliction, I Killed the Prom Queen та Deez Nuts.                                                                                          |
| 2011 | Vans Warped Tour 2011            | Виступали протягом всього туру. |
| 2011 | Monster Energy Outbreak Tour     | Виступали хедлайнерами за підтримки Iwrestledabearonce, Abandon All Ships та I See Stars.                                                                           |
| 2011 | Decade of Destruction Tour       | Виступили хедлайнером наряду з As I Lay Dying, разом з The Ghost Inside, Iwrestledabearonce та Sylosis як супроводжуючі гурти.                                      |
| 2012 | European Tour 2012               | Були хедлайнером за підтримки Bury Tomorrow, Crossfaith та With One Last Breath.                                                                                    |
| 2012 | Vans Warped Tour 2012            | Виступили на Kia Soul Stage. |
| 2012 | UK Tour                          | Були хедлайнером за підтримки Memphis May Fire та Secrets. |
| 2013 | Soundwave Music Festival 2013    | Брали участь у національному турі Австралією. |
| 2013 | Right Back at It Again Tour      | Брали участь з A Day to Remember, Chunk! No, Captain Chunk!, Issues та Pierce the Veil.                                                                             |
| 2014 | American Dream Tour              | Гастролювали Північною Америкою, Канадою та Мексикою як головна підтримка Bring Me the Horizon, за підтримки Issues, Letlive та Northlane.                          |
| 2014 | European Tour 2014               | Виступили хедлайнером на шоу по Великобританії та Європі, демоструючи матеріал з Restoring Force.                                                                   |
| 2014 | Latin American Tour 2014         | Грали на розігріві у A Day to Remember на вибраних датах у Південній Америці.                                                                                       |
| 2014 | Vans Warped Tour 2014            | Грали протягом обраних дат. |
| 2015 | The Hunting Party Tour 2015      | Спеціальні гості, грали з Linkin Park та Rise Against. |
| 2015 | Soundwave Music Festival 2015    | Брали участь у національному турі Австралією. |
| 2015 | Restoring Force Full Circle Tour | Повний тур Європою, Південною Америкою та частиною США перед тим, як Карлайл потрапив до лікарні 30 травня 2015 року, за підтримки The Amity Affliction та Volumes. |
| 2016 | .5 The Gray Chapter Tour         | Спеціальні гості, грали з Slipknot та Marilyn Manson. |
| 2017 | 5FDP European Tour               | Спеціальні гості, грали з Five Finger Death Punch та In Flames. |
| 2018 | The Defy Tour                    | Як супроводжуючі гурти виступили Blessthefall, Cane Hill та Fire from the Gods.                                                                                     |
| 2019 | The Truth Tour                   | З Badflower та Palisades. |
| 2019 | Earth & Sky Tour                 | З For the Fallen Dreams, Thousand Below, Bloodbather та RVNT. |

## Нагороди та номінації
Alternative Press Music Awards
| Рік  | Номіновано    | Нагорода           | Результат |
| ---- | ------------- | ------------------ | --------- |
| 2014 | Філ Манансала | Найкращий гітарист | Перемога  |
| 2014 | Of Mice & Men | Виконавець року    | Номінація |
| 2015 | Of Mice & Men | Виконавець року    | Номінація |

Kerrang! Awards
| Рік  | Номіновано    | Нагорода                      | Результат |
| ---- | ------------- | ----------------------------- | --------- |
| 2013 | Of Mice & Men | Найкращий міжнародний новачок | Перемога  |